# Nihonbashi (metropolitana di Tokyo)
La stazione di Nihonbashi (日本橋駅?, Nihonbashi-eki) è una stazione della metropolitana di Tokyo. Si trova a Chūō. La stazione è servita sia dalle linee della Tokyo Metro che da quelle della Toei. È una delle stazioni più utilizzate della rete con circa 130.000 passeggeri al giorno.